# Federación Regionalista Verde Social
La Federación Regionalista Verde Social, cuyos acrónimos son FREVS o FRVS, es un partido político regionalista, progresista y ecologista chileno, constituido oficialmente en 2017 como resultado de la fusión de cuatro partidos regionales.
Inicialmente estuvo operativo en las regiones de Antofagasta, Atacama, Coquimbo, Metropolitana, O'Higgins, Bío-Bío y Aysén; actualmente está registrado en las 16 regiones del país.

## Historia
Los primeros antecedentes al respecto se encuentran en junio de 2015, cuando el exdiputado Esteban Valenzuela —como parte del proceso de fundación del Movimiento Independiente Regionalista Agrario y Social (MIRAS)— realizó un llamado a formar una federación de partidos verdes y regionalistas. Posteriormente, en febrero de 2016 se anunciaba la creación de una federación que incluiría a los partidos Liberal, MIRAS y Somos Aysén, con el fin de presentar candidaturas en las elecciones municipales de 2016; sin embargo, los dos primeros partidos concurrieron bajo la lista Alternativa Democrática y Somos Aysén compitió en solitario.
En enero y febrero de 2017, diversos miembros de los partidos Frente Regional y Popular (FREP), Fuerza Regional Norte Verde (FRNV), Movimiento Independiente Regionalista Agrario y Social (MIRAS) y Somos Aysén anunciaron la creación de la Federación Regionalista Verde Social, producto de la nueva ley de partidos políticos que exige la constitución de las colectividades en al menos tres regiones contiguas u ocho discontinuas, y así poder presentar candidaturas a las elecciones parlamentarias y de consejeros regionales.
La fundación de la FREVS ocurrió el 24 de enero de 2017, de acuerdo a la escritura pública posteriormente modificada el 17 y 28 de febrero del mismo año, siendo publicado el extracto de su constitución como partido el 1 de marzo. Su símbolo consiste en cinco manos de colores rojo, naranja, amarillo, verde y azul que forman un círculo. El 13 de abril fue aceptada la inscripción legal del partido en las 5 regiones donde estaban constituidos los partidos miembros, siendo legalizado oficialmente el 25 de abril de 2017.
El 2 de agosto de 2017 la mesa directiva del partido acordó conformar una lista conjunta de candidatos a las elecciones parlamentarias en conjunto con los partidos País y Democracia Regional Patagónica (DRP). Finalmente, el pacto oficializado el 16 de agosto fue denominado Coalición Regionalista Verde, e incluyó solamente a FREVS y DRP. En aquellos comicios el partido logró elegir a cuatro diputados de su lista.
En 2019 concretó una alianza con el Partido Comunista (PCCh) y el Partido Progresista (PRO) para conformar la coalición Unidad para el Cambio. Tras la salida del PRO, el grupo sumó a otras colectividades de izquierda y tomó el nombre de Chile Digno.
El 19 de junio de 2021, la Federación Regionalista Verde Social decidió congelar su participación en la coalición Chile Digno y así también, restar el apoyo al candidato presidencial del Partido Comunista, Daniel Jadue, tras no poder establecer acuerdos de alianzas para las elecciones parlamentarias de 2021 ni participar en la redacción del programa presidencial del candidato comunista; finalmente volvieron a entablar relaciones. En la primaria presidencial de Apruebo Dignidad resultó vencedor el diputado frenteamplista de Convergencia Social, Gabriel Boric, ante lo cual la FREVS anunció su respaldo y apoyo al candidato magallánico.
El 21 de enero de 2022, el entonces presidente electo Gabriel Boric, nombró como nuevo ministro de Agricultura al miembro fundador de la FREVS, Esteban Valenzuela Van Treek.

## Principios programáticos
El programa del partido está dividido en once puntos. Entre ellos se destaca su apoyo a las luchas de las regiones y territorios; su definición como una agrupación de movimientos regionalistas que desde sus territorios articulan con autonomía; la defensa de visiones de desarrollo sostenible; su aporte a alternativas políticas renovadoras que superen el sistema político oligopólico actual y las malas prácticas; su creencia en la democracia participativa y republicana que supere la crisis de confianza política; la superación de las antiguas dicotomías de la política tradicional de derecha, centro e izquierda (pero reconocen una mayor cercanía con la centro-izquierda en la realidad concreta de Chile); una misión y un estilo descentralizador; la defensa del concepto Verde, ya que está por la sustentabilidad ambiental; su adhesión a la Declaración Universal de Derechos Humanos; y la valoración de vida urbana y rural, entre otros elementos.

## Directiva
Su actual directiva está compuesta por:
- Presidenta: Flavia Torrealba Diaz
- Secretaria general: Jorge Díaz Fernández
- Primer vicepresidente:
- Segundo vicepresidente: Mónica Sánchez Aceituno
- Tercer vicepresidente: Esteban Jorge Velásquez Núñez

## Resultados electorales

### Elecciones legislativas
|  | 1,58 % |

|  | 0,14 % |

|  | 1,70 % |

|  | 4,04 % |

### Elecciones municipales
|  | 0,40 % |

|  | 3,28 % |

|  | 0,89 % |

|  | 3,62 % |

### Elecciones de gobernadores
| Elección | Votos   | % de votos      | Escaños |
| -------- | ------- | --------------- | ------- |
| 2024     | 121 363 | \| \| 1,13 % \| | 0/16    |
|          | 1,13 %  |                 |         |

### Elecciones de consejeros regionales
|  | 1,12 % |

|  | 3,78 % |

|  | 1,63 % |

### Elecciones de convencionales constituyentes
| Elección | Votos  | % de votos      | Escaños |
| -------- | ------ | --------------- | ------- |
| 2021     | 99 568 | \| \| 1,74 % \| | 4/155   |
|          | 1,74 % |                 |         |

## Autoridades

### Ministros de Estado

Esteban Valenzuela Van Treek, ministro de Agricultura desde 2022.

- Esteban Valenzuela Van Treek, ministro de Agricultura (2022-hoy)

### Senadores
La FREVS tiene 1 senador electo en sus filas en el periodo 2022-2030:
| Nombre                  | Región      | Circunscripción |
| ----------------------- | ----------- | --------------- |
| Esteban Velásquez Núñez | Antofagasta | III             |

### Diputados
La FREVS tiene 2 diputados electos en sus filas en el periodo 2022-2026:
| Nombre               | Región        | Distrito |
| -------------------- | ------------- | -------- |
| Jaime Mulet Martínez | Atacama       | 4        |
| Hernán Palma Pérez   | Metropolitana | 12       |

### Consejeros regionales
La FREVS tiene los siguientes consejeros regionales en el periodo 2022-2025
| Nombre                  | Región                    | Provincia  |
| ----------------------- | ------------------------- | ---------- |
| Patricio Alfaro Morales | Atacama                   | Copiapó    |
| Fabiola Pérez Tapia     | Atacama                   | Huasco     |
| María Olea Rodríguez    | Metropolitana de Santiago | Santiago V |